# Agapa
Agapa (rusky Агапа) je řeka v Krasnojarském kraji v Rusku. Je 396 km dlouhá. Povodí má rozlohu 26 000 km².

## Průběh toku
Vzniká soutokem řek Dolní a Horní Agapa, které odtékají z jezer ležících západně od jezera Pjasino a protéká Severosibiřskou nížinou. Je to levý přítok Pjasiny.

## Vodní stav
Zdroj vody je sněhový a dešťový. Vzestup hladiny je pozvolný.